# Mary Paley Marshall
Mary Marshall (24 de octubre de 1850-19 de marzo de 1944) fue una economista y una de las primeras mujeres que tomó el examen de acceso a la universidad y estudió en el  Newnham College, perteneciente a la Universidad de Cambridge.

## Vida
Paley, en referencia a su apellido de nacimiento, nació en Lincolnshire, Inglaterra, hija de Thomas Paley, alcalde de Ufford, bisnieto del filósofo y teólogo del siglo XVIII William Paley. Educada en casa en 1871 fue becada e ingresó como una de los cinco primeras alumnas de la reciente fundada Universidad de Newnham en Cambridge. Realizó el examen Moral Sciences Tripos en 1874 y fue la primera o segunda mejor de su clase. No pudo graduarse por ser mujer. Paley tomó el examen con Amy Bulley. Que las mujeres se examinaran era un hito para la Universidad de Cambrige.
Trabajó como profesora en Newnham College de 1875 a 1876, cuando se comprometió con Alfred Marshall, quien había sido su tutor de economía. En 1878, ambos fundaron el Departamento de Economía en la Universidad de Bristol. En 1883, regresaron a Oxford, donde Mary ejerció como profesora y conferencista de economía. Junto con Marshall, escribieron el libro Economics of Industry, publicado en 1879.
Mary, una firme amiga de Eleanor Sidgwick, mantuvo su asociación con la Universidad de Newnham: trabajó como profesora asociada desde 1893 a 1912, fue miembro del consejo de la universidad y una de las fideicomisarios del Mary Anne Ewart Trust. Sin embargo, su marido Alfred se interpuso cada vez más sobre la educación de las mujeres. Cuando Cambridge empezó a considerar otorgar títulos a las mujeres, él se siguió oponiendo. Por su parte, Mary estaba totalmente dedicada a su marido y fue una colaboradora importante en sus trabajos y escritos económicos. El principal trabajo de Alfred fue Principles of Economics y si bien él consta como único autor es conocido que Mary realizó gran parte del trabajo .[cita requerida]
Tras la muerte de su marido en 1924, Mary se convirtió en Bibliotecaria Honoraria de la Biblioteca Marshall de Economía en Cambridge, a la que donó la colección de artículos y libros de su esposo. Siguió viviendo en Balliol Croft hasta su muerte en 1944. Sus cenizas fueron esparcidas en su jardín. Su marido está enterrado en el Ascension Parish Burial Ground.
Las reminiscencias de Mary Marshall fueron publicadas póstumamente en el libro What I Remember (1947).